# Mr. Turner – Meister des Lichts
Mr. Turner – Meister des Lichts ist ein britischer Spielfilm von Mike Leigh aus dem Jahre 2014. Timothy Spall ist in der Hauptrolle des britischen Landschaftsmalers William Turner zu sehen.

## Handlung
England, im September 1826: Der bekannte und zu bescheidenem Wohlstand gelangte Landschaftsmaler William Turner kehrt von einer Reise aufs Festland zurück. Dort erlebte er kurz zuvor als Ohrenzeuge die verheerende Explosion des Artilleriearsenals im 100 Kilometer entfernten Ostende. In London lebt Turner mit seinem Vater, einem ehemaligen Barbier, zusammen, der ihn bei der Vorbereitung der Farben und Leinwände und der Betreuung von Besuchern unterstützt. Als exzentrischer, großzügiger und humorvoller Eigenbrötler ist Turner im gesellschaftlichen Umgang oft einsilbig bis zur Grobheit, kann sich aber auch einer sehr gebildeten Sprache bedienen.
Szenenhaft wird gezeigt, wie Turner die Grundideen für seine Bilder findet. Sein Skizzenbuch ist dabei ein ständiger Begleiter und Grundlage seiner Bilder. Der alte Seemann Booth erzählt, dass er als Zimmermann auf einem Sklavenschiff gefahren ist, und Turner malt daraufhin sein Bild Das Sklavenschiff. Turner und Begleiter werden auf der Themse gerudert und können beobachten, wie ein Kriegsschiff zum Abwracken geschleppt wird. Turner malt The Fighting Temeraire. Auf seinen Reisen beobachtet er einen Dampfzug. Das führt zum Bild Rain, Steam and Speed – The Great Western Railway.
In die Küstenstadt Margate, wo er zur Schule gegangen ist, zieht es ihn immer wieder hin. Hier malt er die aufbrausende See und zeigt die Kraft des Lichts mit intensiven Farben, vor allem von Ocker- und Gelbtönen. Einmal lässt er sich sogar auf hoher See im Ausguck eines Segelschiffs festbinden, um die Dramatik des Meeres auf der Leinwand besser darstellen zu können. Seine schnelle Maltechnik galt als außergewöhnlich, dazu sein Spucken auf die Leinwand und bestimmte streng gehütete Malfarben.
Als sein Vater stirbt, fällt Turner in eine Depression. Zunächst erhält er für seine Arbeiten als Maler Anerkennung durch Ausstellungen, wobei er hier u. a. vor allen Augen seinem eigenen Bild eine Boje zufügt. Seine Bilder werden jedoch immer abstrakter und er verliert an Anerkennung bei seinen reichen, adligen Kunden, nachdem sich Königin Victoria negativ darüber geäußert hat. In der Royal Academy wird er zwar nach wie vor respektiert, aber auch als Sonderling isoliert. Während sein Londoner Haus mit den angeschlossenen Verkaufsräumen schließlich nur noch von seiner Haushälterin bewohnt wird, flüchtet sich der Maler zur praktisch begabten Zimmerwirtin und Witwe Sophia Booth nach Margate, die bis zu seinem Tod liebevoll für ihn sorgt. Die letzte Szeneneinstellung zeigt Turners Haushälterin in seinem nun verlassenen Atelier mit Farben und Leinwänden.
Testamentarisch hat Turner verfügt, dass seine Werke an den britischen Staat fallen sollen. Den Verkauf seiner gesamten Kunstsammlung an einen wohlhabenden Bürger lehnt er am Ende seines Lebens ab.

## Produktion
An der Filmproduktion waren mehrere Filmproduktionsgesellschaften beteiligt, die für die Fertigstellung verantwortlich waren. Beteiligt waren die Produktionsfirmen Film4 Productions, Focus Features International (FFI), Lipsync Productions, Thin Man Films und Xofa Productions. Für den Filmvertrieb in den Vereinigten Staaten ist Sony Pictures und für Großbritannien Entertainment One verantwortlich.
Die Filmaufnahmen entstanden in England in Kingsand in der Grafschaft Cornwall, Petworth in West Sussex, Luton der Grafschaft Bedfordshire, Wentworth in South Yorkshire, im Londoner Stadtteil  Westminster sowie im District Three Rivers der Grafschaft Hertfordshire.
Für die Aufnahmen wurden die Digitalkameras ARRI Alexa Plus sowie eine Canon EOS C500  verwendet. Die Bildaufnahmen wurde im ARRIRAW und Canon Cinema RAW Format gespeichert.

## Veröffentlichung
Seine Premiere feierte das Filmdrama bei den Internationalen Filmfestspielen von Cannes am 15. Mai 2014. Die britische Produktion wurde in den USA ab dem 29. August auf mehreren Filmfestivals vorgeführt. Ebenso wurde Mr. Turner in Kanada auf dem Toronto International Film Festival am 8. September und dem Vancouver International Film Festival ab dem 28. September vorgeführt. Im eigenen Land wurde das Drama erst ab dem 10. Oktober auf dem London Film Festival ausgestrahlt, bevor es ab dem 31. Oktober in den Kinos angelaufen ist. Der Kinostart in Deutschland erfolgte am 6. November 2014. In Deutschland war der Film zuvor auf dem Filmfestival Internationale Hofer Filmtage ab dem 24. Oktober gezeigt worden. Prokino veröffentlichte 2015 den Film auf Blu-ray. Die Disc beinhaltet einen Audiokommentar des Regisseurs Mike Leigh und das 30-minütige Making-of Die Farbwelt des Mr. Turner.

## Auszeichnungen
- 2014: Europäischer Filmpreis in Riga für Timothy Spall als bester europäischer Schauspieler
- 2014: Timothy Spall als Bester Darsteller bei den Internationalen Filmfestspielen von Cannes
- 2014: Dick Pope erhielt für seine technische Leistung den Prix Vulcain de l’artiste technicien bei den Internationalen Filmfestspielen von Cannes[8]
- 2014: Goldene-Palme-Nominierung bei den Internationalen Filmfestspielen von Cannes
- 2014: Britannia Award für Mike Leigh in der Kategorie John Schlesinger Britannia Award for Excellence in Directing für seine Kameraleistung
- 2015: Oscar-Nominierungen für Dick Pope (Beste Kamera), Suzie Davies und Charlotte Watts (Bestes Szenenbild), Jacqueline Durran (Bestes Kostümdesign) und Gary Yershon (Beste Filmmusik)
- Die Deutsche Film- und Medienbewertung FBW in Wiesbaden verlieh dem Film das Prädikat besonders wertvoll.

## Rezeption
Der film-dienst urteilte, der Film trage unermüdlich „eine Unzahl lose verbundener Momente und Episoden aus Turners letzten 25 Lebensjahren zusammen – ein Mosaik seines Lebens, aber auch der Zeitumstände und ihrer Herausforderungen“. Die Filmzeitschrift Cinema meinte, der Film sorgte in Cannes nicht zuletzt wegen Timothy Spalls darstellerischer Leistung für Begeisterung. Die Farbgestaltung des Films, die sich an der „Ästhetik des Malers orientiert“, mache den Film selbst zum Kunstwerk. Die Filmwebsite kino.de bezeichnet das Filmdrama als „brillante Filmbiographie“, die „durchgehend fasziniert, aber auf emotionale Einbindung weitgehend verzichtet“. Rudolf Worschech von der Filmzeitschrift epd Film hält den Film für „einen der faszinierendsten Künstlerfilme der letzten Jahre. Leigh stößt den Künstler weder vom Sockel, noch verleiht er ihm den Heiligenschein des Genialen.“